# Enzo Pérez
Enzo Nicolás Pérez Segui (Mendoza, 22 febbraio 1986) è un calciatore argentino, centrocampista del River Plate.
Con l'Argentina è stato vicecampione del mondo nel 2014.

## Caratteristiche tecniche
Centrocampista tuttofare, risulta un vero e proprio jolly; dotato di buona tecnica individuale, fa di dinamismo, rapidità e velocità i suoi punti di forza, ed è inoltre abile nei contrasti di gioco.

## Carriera

### Club

#### Gli esordi
Pérez iniziò la propria carriera nel Deportivo Maipú, della provincia di Mendoza, in Argentina. Debuttò per il club l'8 settembre 2002 all'età di 16 anni, nella Mendoza Soccer League. Giocò diverse partite fino a quando non fu trasferito al Godoy Cruz, dove giocò nelle squadre inferiori, per poi passare in prima squadra. Entra nella storia del club segnando il primo gol del Godoy nella massima serie argentina, il 9 settembre 2006 contro il Belgrano. Nella stessa stagione metterà a segno altri 4 gol divenendo il titolare per la maggior parte delle partite.

#### Estudiantes de La Plata
Dopo la sua esibizione al Godoy Cruz, l'Estudiantes de la Plata lo acquistò per far parte della loro squadra a partire dalla seconda metà del 2007. In quella squadra fu finalista alla coppa Sudamericana 2008 e campione della coppa Libertadores 2009.
Sei mesi dopo la sua squadra andò a giocare la coppa del mondo per club ad Abu Dhabi. Nella semifinale contro i Pohang Steelers, Enzo Pérez fornì un assist a Leandro Benítez che valse il secondo gol, partita che terminò con una vittoria per 2-1 per l'Estudiantes de La Plata. Nella finale contro il Barcelona, la sua squadra fu vantaggio fino all'88º minuto, successivamente la partita fu ribalta nei tempi supplementari.
Dopo quella stagione con l'Estudiantes de La Plata, acquistato dal Benfica, partecipando per un semestre alla Primeira Liga, per poi tornare in prestito per cinque mesi all'Estudiantes, a partire da febbraio 2010.

#### Benfica
Il 7 luglio 2011 per 2,4 milioni di euro si trasferisce al Benfica, con cui firma un contratto quinquennale. Nella stagione 2012-13, al suo ritorno in Portogallo, iniziò le prime partite in panchina entrando nei secondi tempi, Pérez divenne un centrocampista centrale, associandosi a Nemanja Matić, assumendo un ruolo centrale al comando della squadra. Durante il calciomercato del 2013, Nemanja Matić lasciò il club per giocare in Inghilterra, l'influenza di Pérez crebbe molto dopo la partenza del suo compagno di squadra già titolare permanente della squadra.
Fu parte vitale della campagna per il titolo di campionato portoghese, coppa della Lega Portoghese e Coppa di Portogallo in questo modo vinse tutto ciò che poteva vincere in Portogallo, vincendo anche una finale di Europa League sconfiggendo il Siviglia, anche se non fu presente in quanto dovette rispettare una squalifica per accumulo di cartellini gialli. La sua prestazione come pilastro della squadra attirò l'interesse di altri club molto importanti in Europa e Jorge Jesus nominò Pérez il giocatore più difficile da sostituire e il cervello della squadra.
Il 6 luglio 2014, vinse il premio come miglior giocatore dell'anno del Benfica. Dopo l'arrivo del magnate di Singapore Peter Lim al Valencia, Pérez spinse a unirsi alla squadra guidata dal portoghese Nuno Espírito Santo. Nell'estate del 2014, il Benfica e il Valencia raggiunsero un accordo per la cessione intorno ai 25 milioni di euro, ma il presidente dell'ente portoghese, Luís Filipe Vieira, respinse tale accordo chiedendo il completo pagamento della sua clausola (30 milioni euro), effettuando il trasferimento del giocatore solo all'ultima di calciomercato estivo, senza giungere a un accordo. Per questo il calciatore continuò a giocare nel Benfica nella stagione 2014/15.

#### Valencia
Il Valencia riaprì le trattative con il giocatore per il mercato invernale, ma non era l'unico club interessato, perché anche il Manchester United avanzò un'offerta importante. Infine, il 29 dicembre del 2014, dopo alcuni giorni di speculazioni, il Valencia confermò sul loro sito ufficiale l'ingaggio del centrocampista argentino in cambio di 25 milioni di euro dal Benfica. Arrivò al club spagnolo per giocare la seconda metà della stagione 2014/15, con l'aspirazione di tornare a competere in UEFA Champions League.
Il 4 gennaio del 2015 debuttò con la squadra, dopo meno di una settimana di allenamento nella vittoria del Valencia 2-1 sul Real Madrid allo stadio di Mestalla. Il suo debutto avvenne nel migliore dei modi, giocò infatti una partita ad un ottimo livello difendendo, recuperando palloni e proponendosi in attacco. Prese subito posto negli undici titolari di Nuno Espírito Santo, ma un infortunio prematuro lo costrinse a saltare cinque partite consecutive. Guarito dall'infortunio, giocò pochi minuti per completare la grande stagione 2014/15 che permise alla squadra di qualificarsi per la Champions League.
La stagione 2015/16 iniziò in modo molto irregolare, con strane decisioni dall'allenatore Nuno, che finì per farsi esonerare dopo pochi mesi, e con diversi problemi fisici che gli impedirono di avere continuità nel corso della stagione. Saltò 16 partite a causa di problemi fisici, che fecero dubitare il club della sua permanenza nel 2016, ma nonostante ciò, non solo continuò a giocare ma divenne il capitano della squadra nella stagione 2016/17. Al termine della stagione, la squadra arrivò 12ª, vicina ai punti per la retrocessione. Il club valutò i suoi problemi fisici, il suo peso nel fair play finanziario a cui sono soggetti i club della Liga e il suo cattivo rapporto con la stampa, dunque nell'estate del 2017 fu ufficializzato il suo trasferimento.

#### River Plate
Il 29 giugno del 2017 fu ufficializzato il suo trasferimento al River Plate per una cifra vicina ai 3 milioni di euro. Appena Pérez arrivò al River Plate, saltò le prime partite per un problema di adattamento per poi vincere il ballottaggio con Ariel Rojas. Debuttò con la squadra agli ottavi di Coppa Libertadores contro il Guaraní.
Raggiunse un ottimo livello atletico nella squadra guidata da Marcelo Gallardo, divenendo il protagonista delle finali della supercopa Argentina 2018 e della Coppa Libertadores 2018, entrambe vinte contro il Boca Juniors. Con il River Plate ha ottenuto anche 2 coppe d'Argentina, una recopa Sudamericana e un'altra supercopa Argentina. Nel gennaio 2021 Pérez rifiutò un contratto da 3 milioni di dollari in tempi di pandemia offerto dal Trabzonspor della Turchia, per continuare a giocare nel River.
Nel maggio 2021 si è verificata una situazione particolare, in cui tutti i portieri convocati per la coppa Libertadores erano positivi al COVID-19, lasciando la posizione vuota senza giocatori in quel ruolo. Per la partita contro il Santa Fe, Pérez si è assunto la responsabilità di giocare come portiere, rischiando di peggiorare l'infortunio al tendine destro. Ciò gli valse l'ammirazione dei suoi compagni di squadra, dei tifosi e della dirigenza, come il direttore Ubaldo Fillol (uno dei più grandi idoli riverplatensi), che disse: "Gli auguro la migliore fortuna del mondo. Inoltre, conosce l'immensità di quell'arco, la storia di quell'arco e si spera che possa onorarlo". Infine, il River ha battuto il Santa Fe per 2 a 1.
Enzo Pérez ha sottolineato in più occasioni la sua simpatia e quella della sua famiglia per il River, tanto che suo padre lo ha chiamato così in onore del suo idolo Enzo Francescoli.
Al termine della stagione 2023, va in scadenza di contratto con i Millonarios.

#### Ritorno all'Estudiantes
Il 10 gennaio 2024, dopo essere rimasto svincolato, firma un accordo annuale con l'Estudiantes (LP). Con i biancorossi, in questa nuova parentesi, vince due titoli: la  Copa de la Liga Profesional 2024 e il Trofeo de Campeones de la Liga Profesional 2024. 

### Ritorno al River Plate
Nel gennaio 2025, su richiesta speciale del tecnico Marcelo Gallardo, ritorna al River Plate.

### Nazionale
Il 30 settembre 2009 debutta nella nazionale argentina in un'amichevole giocata contro il Ghana vinta (2-0).
Il 1º giugno 2011 viene inserito dal CT Batista nella lista dei 26 pre-convocati in vista della Coppa America di luglio.
Successivamente viene convocato dal CT Sabella per il campionato del mondo 2014, dove disputa tre partite, giocando da titolare anche la finale persa contro la Germania.
A seguito dell'infortunio accorso a Manuel Lanzini a pochi giorni dalla manifestazione, viene convocato in sua sostituzione per il campionato del mondo 2018.

## Statistiche

### Presenze e reti nei club
Statistiche aggiornate al 14 agosto 2025.
| Stagione           | Squadra            | Campionato         | Campionato | Campionato | Coppe nazionali | Coppe nazionali | Coppe nazionali | Coppe continentali | Coppe continentali | Coppe continentali | Altre coppe | Altre coppe | Altre coppe | Totale | Totale |
| Stagione           | Squadra            | Comp               | Pres       | Reti       | Comp            | Pres            | Reti            | Comp               | Pres               | Reti               | Comp        | Pres        | Reti        | Pres   | Reti   |
| ------------------ | ------------------ | ------------------ | ---------- | ---------- | --------------- | --------------- | --------------- | ------------------ | ------------------ | ------------------ | ----------- | ----------- | ----------- | ------ | ------ |
| 2003-2004          | Godoy Cruz         | PD                 | 0          | 0          | -               | -               | -               | -                  | -                  | -                  | -           | -           | -           | 0      | 0      |
| 2004-2005          | Godoy Cruz         | PD                 | 22         | 1          | -               | -               | -               | -                  | -                  | -                  | -           | -           | -           | 22     | 1      |
| 2005-2006          | Godoy Cruz         | PD                 | 32         | 7          | -               | -               | -               | -                  | -                  | -                  | -           | -           | -           | 32     | 7      |
| 2006-2007          | Godoy Cruz         | PD                 | 32         | 4          | -               | -               | -               | -                  | -                  | -                  | -           | -           | -           | 32     | 4      |
| Totale Godoy Cruz  | Totale Godoy Cruz  | Totale Godoy Cruz  | 86         | 12         |                 | -               | -               |                    | -                  | -                  |             | -           | -           | 86     | 12     |
| 2007-2008          | Estudiantes        | PD                 | 31         | 1          | -               | -               | -               | CL+CS              | 5+1                | 1+0                | -           | -           | -           | 37     | 2      |
| 2008-2009          | Estudiantes        | PD                 | 28         | 4          | -               | -               | -               | CL+CS              | 15+4               | 2+0                | -           | -           | -           | 47     | 6      |
| 2009-2010          | Estudiantes        | PD                 | 30         | 4          | -               | -               | -               | CL                 | 9                  | 1                  | Cmc         | 2           | 0           | 41     | 5      |
| 2010-2011          | Estudiantes        | PD                 | 33         | 5          | -               | -               | -               | CL+CS+RS           | 7+2+2              | 0                  | -           | -           | -           | 44     | 5      |
| 2011-2012          | Benfica            | PL                 | 3          | 0          | CP+CdL          | 0+0             | 0               | UCL                | 0                  | 0                  | -           | -           | -           | 4      | 0      |
| feb.-giu. 2012     | Estudiantes        | PD                 | 13         | 0          | CA              | 0               | 0               | CS                 | 0                  | 0                  | -           | -           | -           | 13     | 0      |
| 2012-2013          | Benfica            | PL                 | 28         | 4          | CP+CdL          | 2+3             | 0               | UCL+UEL            | 5+8                | 0                  | -           | -           | -           | 46     | 4      |
| 2013-2014          | Benfica            | PL                 | 28         | 4          | CP+CdL          | 4+3             | 1+0             | UCL+UEL            | 6+6                | 0                  | -           | -           | -           | 47     | 5      |
| 2014-2015          | Benfica            | PL                 | 11         | 1          | CP+CdL          | 2+0             | 0               | UCL                | 5                  | 0                  | SP          | 1           | 0           | 19     | 1      |
| Totale Benfica     | Totale Benfica     | Totale Benfica     | 70         | 9          |                 | 14              | 1               |                    | 31                 | 0                  |             | 1           | 0           | 116    | 10     |
| gen. giu-2015      | Valencia           | PD                 | 14         | 0          | CR              | 1               | 0               | -                  | -                  | -                  |             | -           | -           | 15     | 0      |
| 2015-2016          | Valencia           | PD                 | 20         | 0          | CR              | 3               | 0               | UCL+UEL            | 7+0                | 0                  | -           | -           | -           | 30     | 0      |
| 2016-2017          | Valencia           | PD                 | 27         | 0          | CR              | 2               | 0               | -                  | -                  | -                  | -           | -           | -           | 29     | 0      |
| Totale Valencia    | Totale Valencia    | Totale Valencia    | 61         | 0          |                 | 6               | 0               |                    | 7                  | 0                  |             | -           | -           | 74     | 0      |
| 2017-2018          | River Plate        | PD                 | 18         | 0          | CA              | 6               | 1               | CL                 | 17                 | 2                  | SA          | 1           | 0           | 42     | 3      |
| 2018-2019          | River Plate        | PD                 | 16         | 0          | CA+CdS          | 6+4             | 0+1             | CL                 | 12                 | 0                  | RS+Cmc      | 2+1         | 0           | 41     | 1      |
| 2019-2020          | River Plate        | PD                 | 18         | 0          | CA+CdL          | 3+6             | 0               | CL                 | 9                  | 0                  | -           | -           | -           | 36     | 0      |
| 2021               | River Plate        | PD                 | 17         | 2          | CdL             | 13              | 0               | CL                 | 6                  | 0                  | SA+TdC      | 1+0         | 0           | 37     | 2      |
| 2022               | River Plate        | PD                 | 21         | 0          | CA+CdL          | 2+11            | 0               | CL                 | 7                  | 0                  | -           | -           | -           | 41     | 0      |
| 2023               | River Plate        | PD                 | 20         | 0          | CA+CdL          | 1+14            | 0               | CL                 | 7                  | 0                  | TdC         | 2           | 0           | 44     | 0      |
| 2024               | Estudiantes (LP)   | PD                 | 24         | 0          | CA+CdL          | 1+15            | 0               | CL                 | 6                  | 0                  | SA+TdC      | 1+1         | 0           | 48     | 0      |
| Totale Estudiantes | Totale Estudiantes | Totale Estudiantes | 159        | 14         |                 | 16              | 0               |                    | 51                 | 4                  |             | 4           | 0           | 230    | 18     |
| 2025               | River Plate        | PD                 | 19+2       | 0          | CA              | 1               | 0               | CL                 | 6                  | 0                  | SI+CmC      | 1+2         | 0           | 31     | 0      |
| Totale River Plate | Totale River Plate | Totale River Plate | 129+2      | 2+0        |                 | 67              | 2               |                    | 64                 | 2                  |             | 10          | 0           | 272    | 6      |
| Totale carriera    | Totale carriera    | Totale carriera    | 508        | 37         |                 | 103             | 3               |                    | 153                | 6                  |             | 15          | 0           | 778    | 46     |

### Cronologia presenze e reti in nazionale
| Cronologia completa delle presenze e delle reti in nazionale ― Argentina | Cronologia completa delle presenze e delle reti in nazionale ― Argentina | Cronologia completa delle presenze e delle reti in nazionale ― Argentina | Cronologia completa delle presenze e delle reti in nazionale ― Argentina | Cronologia completa delle presenze e delle reti in nazionale ― Argentina | Cronologia completa delle presenze e delle reti in nazionale ― Argentina | Cronologia completa delle presenze e delle reti in nazionale ― Argentina | Cronologia completa delle presenze e delle reti in nazionale ― Argentina |
| Data                                                                     | Città                                                                    | In casa                                                                  | Risultato                                                                | Ospiti                                                                   | Competizione                                                             | Reti                                                                     | Note                                                                     |
| ------------------------------------------------------------------------ | ------------------------------------------------------------------------ | ------------------------------------------------------------------------ | ------------------------------------------------------------------------ | ------------------------------------------------------------------------ | ------------------------------------------------------------------------ | ------------------------------------------------------------------------ | ------------------------------------------------------------------------ |
| 30-9-2009                                                                | Córdoba                                                                  | Argentina                                                                | 2 – 0                                                                    | Ghana                                                                    | Amichevole                                                               | -                                                                        | 46’                                                                      |
| 11-10-2009                                                               | Buenos Aires                                                             | Argentina                                                                | 2 – 1                                                                    | Perù                                                                     | Qual. Mondiali 2010                                                      | -                                                                        | 46’                                                                      |
| 26-1-2010                                                                | San Juan                                                                 | Argentina                                                                | 3 – 2                                                                    | Costa Rica                                                               | Amichevole                                                               | -                                                                        | 46’                                                                      |
| 20-4-2011                                                                | Mar del Plata                                                            | Argentina                                                                | 2 – 2                                                                    | Ecuador                                                                  | Amichevole                                                               | -                                                                        | 69’                                                                      |
| 25-5-2011                                                                | Resistencia                                                              | Argentina                                                                | 4 – 2                                                                    | Paraguay                                                                 | Amichevole                                                               | 1                                                                        | 77’                                                                      |
| 11-9-2012                                                                | Lima                                                                     | Perù                                                                     | 1 – 1                                                                    | Argentina                                                                | Qual. Mondiali 2014                                                      | -                                                                        | 74’                                                                      |
| 4-6-2014                                                                 | Buenos Aires                                                             | Argentina                                                                | 3 – 0                                                                    | Trinidad e Tobago                                                        | Amichevole                                                               | -                                                                        | 63’ 72’                                                                  |
| 7-6-2014                                                                 | La Plata                                                                 | Argentina                                                                | 2 – 0                                                                    | Slovenia                                                                 | Amichevole                                                               | -                                                                        |                                                                          |
| 5-7-2014                                                                 | Brasilia                                                                 | Argentina                                                                | 1 – 0                                                                    | Belgio                                                                   | Mondiali 2014 - Quarti di finale                                         | -                                                                        | 33’                                                                      |
| 9-7-2014                                                                 | San Paolo                                                                | Paesi Bassi                                                              | 0 – 0 dts (2 – 4 dtr)                                                    | Argentina                                                                | Mondiali 2014 - Semifinale                                               | -                                                                        | 81’                                                                      |
| 13-7-2014                                                                | Rio de Janeiro                                                           | Germania                                                                 | 1 – 0 dts                                                                | Argentina                                                                | Mondiali 2014 - Finale                                                   | -                                                                        | 86’                                                                      |
| 3-9-2014                                                                 | Düsseldorf                                                               | Germania                                                                 | 2 – 4                                                                    | Argentina                                                                | Amichevole                                                               | -                                                                        | 46’                                                                      |
| 11-10-2014                                                               | Pechino                                                                  | Brasile                                                                  | 2 – 0                                                                    | Argentina                                                                | Amichevole                                                               | -                                                                        | 76’                                                                      |
| 14-10-2014                                                               | Hong Kong                                                                | Hong Kong                                                                | 0 – 7                                                                    | Argentina                                                                | Amichevole                                                               | -                                                                        | 73’                                                                      |
| 12-11-2014                                                               | Londra                                                                   | Argentina                                                                | 2 – 1                                                                    | Croazia                                                                  | Amichevole                                                               | -                                                                        |                                                                          |
| 17-11-2015                                                               | Barranquilla                                                             | Colombia                                                                 | 0 – 1                                                                    | Argentina                                                                | Qual. Mondiali 2018                                                      | -                                                                        | 86’                                                                      |
| 11-11-2016                                                               | Belo Horizonte                                                           | Brasile                                                                  | 3 – 0                                                                    | Argentina                                                                | Qual. Mondiali 2018                                                      | -                                                                        | 46’                                                                      |
| 16-11-2016                                                               | San Juan                                                                 | Argentina                                                                | 3 – 0                                                                    | Colombia                                                                 | Qual. Mondiali 2018                                                      | -                                                                        | 46’                                                                      |
| 28-3-2017                                                                | La Paz                                                                   | Bolivia                                                                  | 2 – 0                                                                    | Argentina                                                                | Qual. Mondiali 2018                                                      | -                                                                        | 70’                                                                      |
| 5-10-2017                                                                | Buenos Aires                                                             | Argentina                                                                | 0 – 0                                                                    | Perù                                                                     | Qual. Mondiali 2018                                                      | -                                                                        | 67’                                                                      |
| 10-10-2017                                                               | Quito                                                                    | Ecuador                                                                  | 1 – 3                                                                    | Argentina                                                                | Qual. Mondiali 2018                                                      | -                                                                        |                                                                          |
| 11-11-2017                                                               | Mosca                                                                    | Russia                                                                   | 0 – 1                                                                    | Argentina                                                                | Amichevole                                                               | -                                                                        | 87’                                                                      |
| 14-11-2017                                                               | Krasnodar                                                                | Argentina                                                                | 2 – 4                                                                    | Nigeria                                                                  | Amichevole                                                               | -                                                                        |                                                                          |
| 21-6-2018                                                                | Nižnij Novgorod                                                          | Argentina                                                                | 0 – 3                                                                    | Croazia                                                                  | Mondiali 2018 - 1º turno                                                 | -                                                                        | 68’                                                                      |
| 26-6-2018                                                                | San Pietroburgo                                                          | Nigeria                                                                  | 1 – 2                                                                    | Argentina                                                                | Mondiali 2018 - 1º turno                                                 | -                                                                        | 61’                                                                      |
| 30-6-2018                                                                | Kazan'                                                                   | Francia                                                                  | 4 – 3                                                                    | Argentina                                                                | Mondiali 2018 - Ottavi di finale                                         | -                                                                        | 66’                                                                      |
| Totale                                                                   |                                                                          | Presenze                                                                 | 26                                                                       |                                                                          | Reti                                                                     | 1                                                                        |                                                                          |

## Palmarès

### Club

#### Competizioni nazionali
- Campionato argentino: 3

Estudiantes: Apertura 2010
River Plate: 2021 2023
- Coppa di Lega portoghese: 1

Benfica: 2013-2014
- Campionato portoghese: 1

Benfica: 2013-2014
- Coppa del Portogallo: 1

Benfica: 2013-2014
- Supercoppa di Portogallo: 1

Benfica: 2014
- Supercopa Argentina: 2

River Plate: 2017, 2019
- Copa Argentina: 2

River Plate: 2016-2017 2018-2019
- Trofeo de Campeones de la Liga Profesional: 2

River Plate: 2023
Estudiantes: 2024
- Copa de la Liga Profesional: 1

Estudiantes: 2024

#### Competizioni internazionali
- Coppa Libertadores: 2

Estudiantes: 2009
River Plate: 2018
- Recopa Sudamericana: 1

River Plate: 2019

### Individuale
- Calciatore portoghese dell'anno: 1

2014
- Miglior giocatore della Supercoppa di Portogallo: 1

2014
- Miglior giocatore della Supercopa Argentina: 1

2019